# STS-51-I
STS-51-I (Space Transportation System-STS-51-I) var rumfærgen Discoverys 6. rumfærgeflyvning. Opsendt 27. august 1985 og vendte tilbage den 3. september 1985.
Hovedformålet var at sætte kommunikationssatellitterne ASC-1, AUSSAT-1 og SYNCOM IV-4/LEASAT-4) i kredsløb, den sidste mislykkedes.

## Besætning
- Joseph Engle (kaptajn)
- Richard Covey (pilot)
- James van Hoften (1. missionsspecialist)
- John Lounge (2. missionsspecialist)
- William Fisher (3. missionsspecialist)

## Missionen
- AUSSAT 1
- ASC-1
- LEASAT-4

Hovedartikler: